# Parafia św. Marii Magdaleny w Mokowie
Parafia pw. Świętej Marii Magdaleny w Mokowie – parafia rzymskokatolicka należąca do dekanatu dobrzyńskiego nad Wisłą, diecezji płockiej, metropolii warszawskiej. 